# Brian Weitz
Brian Weitz ou Geologist (26 de março de 1979), é um músico americano, membro fundador da banda Animal Collective. Cresceu na Filadélfia e Baltimore, e atualmente vive em Washington, DC.